# 廣原ふう
廣原 ふう（ひろはら ふう、4月6日 - ）は、日本の女性声優。WITH LINE所属。岐阜県出身。

## 略歴
2022年、『機動戦士ガンダム ククルス・ドアンの島』のカーラ役で本格的に声優デビュー。カーラ役はオーディションで選ばれており、同作の監督である安彦良和は理由として「ほとんどキャリアが無い中でも、芝居の才能が十分だと思いました。経験が少ないことが魅力になるなと感じました」と語っている。

## 人物
趣味はシーリングスタンプ、お菓子作り、料理。
7人きょうだいの1番上。
ガンダムシリーズは観たことはなかったが、『機動戦士ガンダム ククルス・ドアンの島』のカーラ役のオーディションの合格通知を貰ったのを機に、1作目である『機動戦士ガンダム』を全話視聴している。それまでは「ロボットが戦って、格好いい！」というイメージを抱いていたが、戦争の悲惨さや人間の心情が描かれていることを知り、この作品に臨む気持ちや姿勢が変わったという。また、「なんでいままで観てこなかったんだろう…という感想を抱くくらい、これは観ないといけない作品だなと思いました」と2022年のインタビューで語っている。

## 出演

### テレビアニメ
2021年
- ヴィジュアルプリズン（観客）

2022年
- ブッチギレ!（町人）

2023年
- D4DJ All Mix（女性客、女子生徒）
- おとなりに銀河（男の子）
- 君のことが大大大大大好きな100人の彼女（参加者A）

2024年
- 愚かな天使は悪魔と踊る（カフェ店員）
- 結婚指輪物語（猫人）
- 転生したら第七王子だったので、気ままに魔術を極めます（町人）
- わんだふるぷりきゅあ!（知覧友真、キラリンスワン）
- 君は冥土様。（女性、女子生徒）
- アクロトリップ（女子クラスメイト）
- 転生貴族、鑑定スキルで成り上がる（幼いダン）

2025年
- 魔神創造伝ワタル（村人A、女A）
- BanG Dream! Ave Mujica（女性A、生徒A）
- 日本へようこそエルフさん。（旅館の客）
- 未ル わたしのみらい（女性）
- 阿波連さんははかれない season2（アナウンス）
- 華Doll*-Reinterpretation of Flowering-（ファンA）
- Aランクパーティを離脱した俺は、元教え子たちと迷宮深部を目指す。（町民たち）
- 小市民シリーズ（女子）
- ゴリラの神から加護された令嬢は王立騎士団で可愛がられる（店員）
- サイレント・ウィッチ 沈黙の魔女の隠しごと（女生徒）

### 劇場アニメ
- 機動戦士ガンダム ククルス・ドアンの島（2022年、カーラ[23]）

### Webアニメ
- スター・ウォーズ: ビジョンズ（2021年、惑星タオに住む人々）
- ラプソディ（2023年、加賀美紫音〈幼少時代〉）

### ゲーム
- 戦国布武〜我が天下戦国編〜（2022年、浅井長政、今川義元）
- フェアリーフェンサー エフ Refrain Chord（2022年、雨麗）
- アスタータタリクス（2023年、ウレリー）
- takt op. 運命は真紅き旋律の街を（2023年、シェヘラザード）

### ドラマCD
- 会長、イイ子はもう終わり（2022年、飛騨の元カノ）
- かわにさざなみ やまない愛編（2024年、女子）
- つよがりオメガは僕らの番 1（2024年、幼少時のなつお）
- フロウフルレメディ 下（2024年、レンの母）

### デジタルコミック
- 無敵のベイビーブルー（2023年、青山先生、ダンス部の女子生徒4）